# Анна Йоркская
А́нна Йо́ркская (англ. Anne of York), также А́нна Плантагене́т (англ. Anne Plantagenet; 2 ноября 1475 — между 22/23 ноября 1511 и февралём 1512) — английская принцесса из дома Йорков; пятая дочь короля Англии Эдуарда IV и Елизаветы Вудвилл.
Вскоре после смерти её отца и узурпации трона Ричардом III, Анна, которой было около восьми лет, в числе других детей Эдуарда IV от Елизаветы Вудвилл, была объявлена незаконнорождённой. Мать девочки, опасаясь за жизни детей, перевезла их в Вестминстерское аббатство, где семья покойного короля получила убежище и провела около года. После обещания короля не причинять вреда семье его брата Анна и её старшие сёстры отправились ко двору.
Когда Ричард III был убит, а на троне оказался Генрих VII Тюдор, акт, признававший детей Эдуарда IV бастардами, был отменён. Генрих VII женился на старшей из сестёр Елизавете, а Анна стала ценным дипломатическим активом. Планировался её брак с шотландским принцем, но в 1488 году отец принца, король Яков III, был убит, и переговоры о браке были прерваны и больше не возобновлялись. В 1495 году Анна была выдана замуж за Томаса Говарда, который претендовал на брак с ней ещё во времена Ричарда III. Брак с Говардом не был счастливым и омрачался к тому же смертью всех детей. Сама Анна, имевшая слабое здоровье, умерла в возрасте около 36 лет.

## Происхождение и ранние годы
Анна родилась 2 ноября 1475 года в Вестминстерском дворце и была пятой дочерью и седьмым ребёнком из десяти детей Эдуарда IV и Елизаветы Вудвилл. У Анны было шесть сестёр, из которых зрелого возраста достигли только четыре — старшие Елизавета и Сесилия и младшие Екатерина и Бриджит; Мария, которая была старше Анны на восемь лет, умерла в возрасте 14 лет от какой-то болезни, а Маргарита, которая была старше Анны примерно на три года, скончалась в колыбели. Также у Анны было пятеро братьев: трое полнородных (двое старших и один младший) и двое единоутробных старших от брака матери с Джоном Греем из Гроуби — Томас и Ричард. Младший из полнородных братьев Анны, Джордж, скончался в возрасте около двух лет, тогда как другие два брата, Эдуард и Ричард, исчезли из Тауэра в 1483 году в правление их дяди Ричарда III. Дедом Анны по отцу был Ричард Плантагенет, 3-й герцог Йоркский — правнук короля Эдуарда III по мужской линии и регент королевства в 1454—1455 годах во время болезни короля Генриха VI; Ричард заявил о правах дома Йорка на корону Англии и, таким образом, развязал войну Роз. Бабкой принцессы по отцу была Сесилия Невилл — внучка по женской линии Джона Гонта, третьего сына короля Эдуарда III, и его любовницы и позднее третьей жены Екатерины Суинфорд. Дедом Анны по матери был Ричард Вудвилл, 1-й граф Риверс, происходивший из благородного, но бедного и незнатного семейства; бабкой принцессы по матери была Жакетта Люксембургская — фрейлина королевы Маргариты Анжуйской, принадлежавшая к знатному французскому роду Люксембург-Линьи.
Анна была крещена в Вестминстерском аббатстве вскоре после рождения. Девочка была названа одновременно в честь тётки по отцу Анны Йоркской и прабабки по отцу Анны Мортимер; само имя «Анна» было ново для английской королевской семьи, и Анна стала первой дочерью короля с этим именем. Кроме того, на выбор короля, вероятно, повлияло суеверное почтение, с которым, по слухам, Эдуард IV относился к Святой Анне; король обращался к покровительству святой в критические моменты своей жизни на ранних этапах прихода к власти, и потому чувствовал себя обязанным ей.

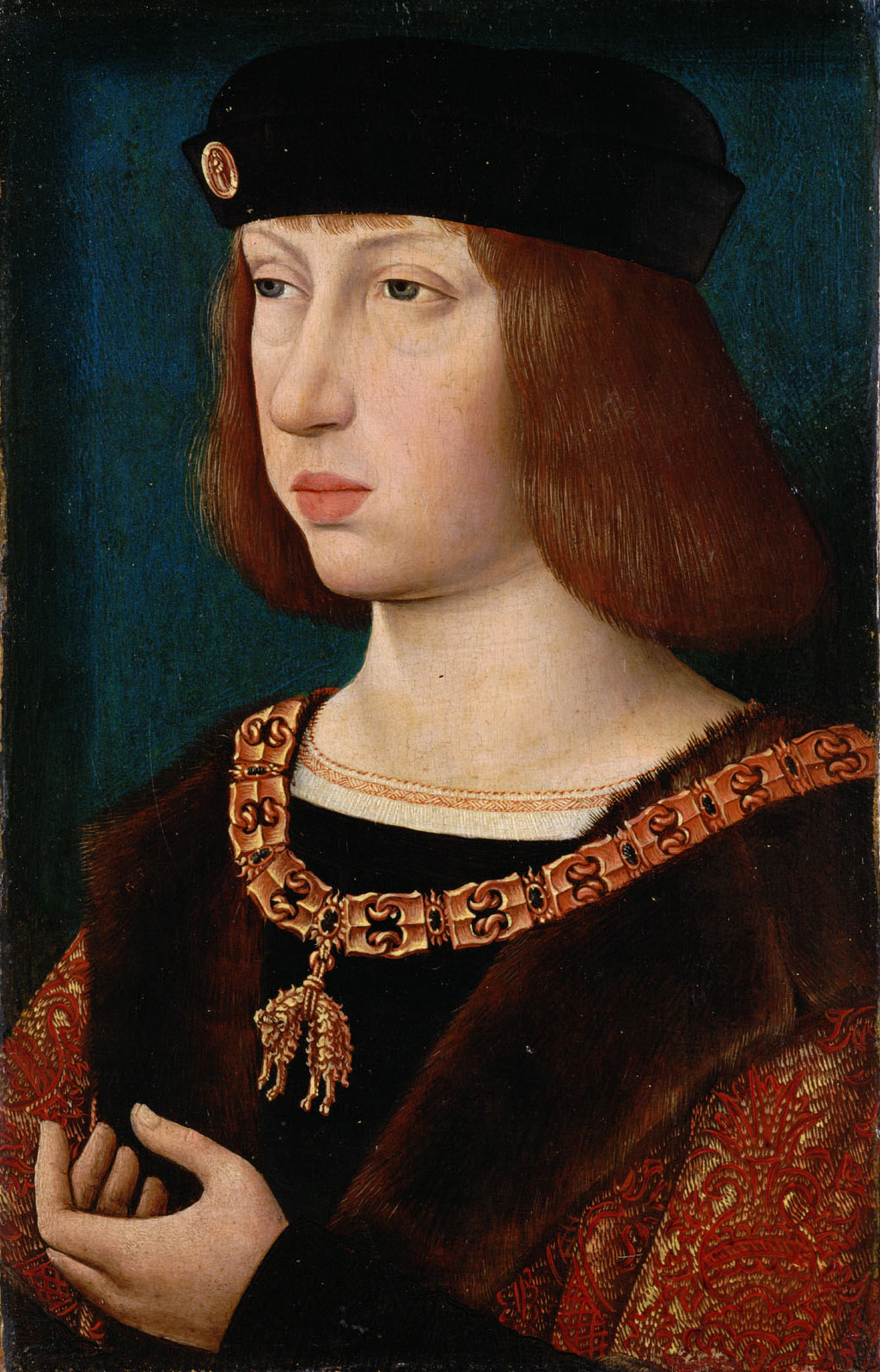
Филипп I Красивый — жених Анны

В 1479 году, когда Анне ещё не исполнилось полных четырёх лет, Эдуард IV начал переговоры о браке принцессы с Филиппом, сыном австрийского эрцгерцога Максимилиана; инициатива союза исходила от эрцгерцога и была с восторгом принята в Англии, поскольку брак должен был принести политическую выгоду. Мать эрцгерцога, Мария Бургундская, была наследницей обширных земель и имела влияние на европейские дела, к тому же её мачехой была родная сестра Эдуарда IV Маргарита Йоркская. В следующем году договорённость приобрела более официальную форму: в качестве финансового обеспечения принцессы ей была выделена сумма в 100 тысяч крон; эрцгерцог Максимилиан согласился выплачивать Анне 6 тысяч крон в год с момента, когда она достигнет возраста 12 лет — возраста брачного согласия, а с момента её прибытия ко двору будущего свёкра и ратификации помолвки Анна должна была получить в своё пользование земли в Артуа стоимостью 8 тысяч ливров. В случае, если бы Анна отказалась от брака, Эдуард или его преемник должен был выплатить 60 тысяч ливров. Взамен эрцгерцог обязался оказывать английскому королю военную и политическую поддержку против Франции. 5 августа 1480 года переговоры были завершены.
Придворные записи 1479 года сообщают, что в то время, когда шли переговоры о браке Анны и Филиппа Австрийского, была отправлена в отставку с назначением пенсии нянька принцессы — «Агнес, супруга Томаса Батлера». Записи свидетельствуют о том, что Анну, не достигшую ещё даже четырёхлетнего возраста, посчитали достаточно взрослой, чтобы разлучить с первой воспитательницей. Ранее, одновременно с Анной, Агнес Батлер занималась воспитанием младшего брата принцессы Джорджа, который скончался в марте 1479 года в возрасте около двух лет.

## При Ричарде III

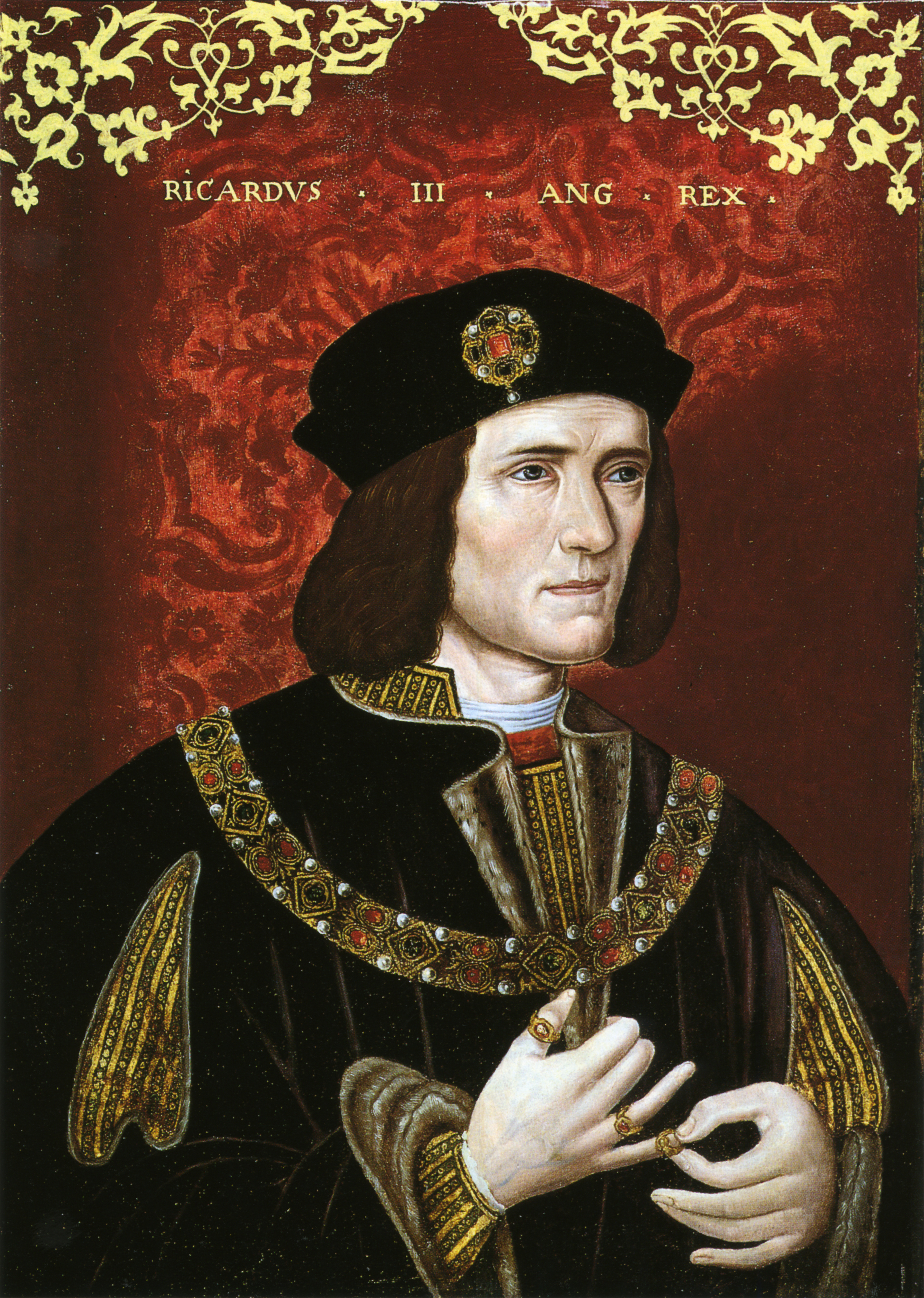
Ричард III, дядя Анны, отстранивший от трона её братьев, её саму и её сестёр

Проект брака Анны с Филиппом Австрийским оставался в силе вплоть до смерти отца принцессы в 1483 году. За смертью Эдуарда IV последовал политический кризис, резко изменивший положение бывшей королевы и её детей. Старший брат Анны, Эдуард V, унаследовавший престол, был захвачен своим дядей лордом-протектором Ричардом Глостером по пути из Уэльса в столицу; в это же время были арестованы сопровождавшие молодого короля Энтони Вудвилл и Ричард Грей — дядя и единоутробный брат принцессы. Король был перевезён в Лондонский Тауэр в ожидании коронации, где позднее к нему присоединился единственный полнородный брат Ричард; вместе с остальными детьми, в числе которых была и Анна, вдовствующая королева укрылась в Вестминстерском аббатстве.
22 июня 1483 брак Эдуарда IV с Елизаветой Вудвилл был признан незаконным; все дети покойного короля парламентским актом объявлялись незаконнорождёнными и лишались прав на престол и всех титулов. Несколькими днями позже Энтони Вудвилл и Ричард Грей были обезглавлены. 6 июля 1483 года Ричард Глостер был объявлен королём, вскоре после этого перестали поступать какие-либо вести о братьях Анны, запертых в Тауэре. Вскоре после захвата трона Глостером по его приказу его сквайр Джон Несфилд послал в Вестминстер стражу, которая и днём и ночью досматривала всех кто входил и выходил из убежища королевы, поскольку существовали опасения, что одной из старших сестёр Анны удастся бежать заграницу и обрести там союзника для свержения Ричарда III. В Рождество 1483 года Генри Тюдор, мать которого состояла в заговоре с Елизаветой Вудвилл против Ричарда III, поклялся в Ренском соборе, что женится на старшей сестре Анны Елизавете или на следующей за ней Сесилией (если брак с Елизаветой по каким-либо причинам будет невозможен) после того, как займёт английский трон. Но восстание партии Тюдора, которую возглавлял герцог Бекингем, провалилось ещё до клятвы Генри в Рене.
После провала восстания Бекингема Ричард III начал переговоры с вдовой брата. 1 марта 1484 года король публично поклялся, что дочерям Эдуарда IV не будет причинён вред и им не будут досаждать; кроме того, Ричард пообещал, что они не будут заключены в Тауэр или любую другую тюрьму, что они будут помещены «в почтенные места с добрым именем и репутацией», а позже будут выданы замуж за «людей благородного происхождения» и получат в приданое земли с ежегодным доходом в 200 марок на каждую. В тот же день меморандум был доставлен вдовствующей королеве вместе с провизией. Принцессы с большой радостью согласились покинуть свою мрачную обитель и отправиться под опеку их «милостивого дяди», выделившего им покои в своём дворце. Историк эпохи Тюдоров Эдвард Холл писал, что Ричард III «заставил всех дочерей своего брата торжественно прибыть в его дворец; как будто с ним новым — фамильярным и любящими развлечения — они должны были забыть… нанесённую им травму и предшествующую этому тиранию».
Вскоре после того, как дочери Эдуарда IV прибыли ко двору, король стал подыскивать племянницам подходящих женихов: для Анны он выбрал Томаса Говарда, сына и наследника 2-го герцога Норфолка, чтобы выказать свою благосклонность к его семье, но оформить этот брак не успел.

## При Тюдорах

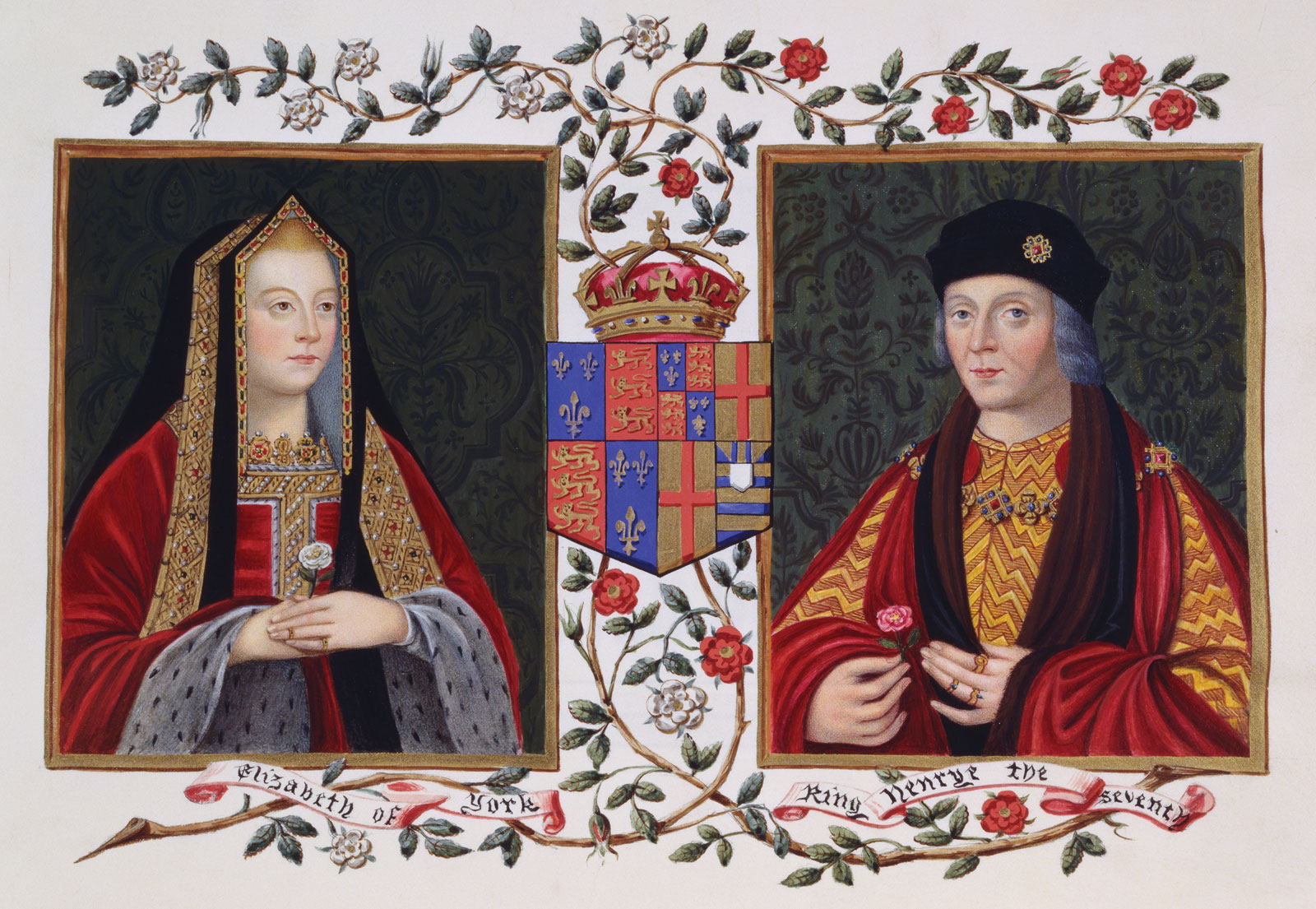
Двойной портрет Елизаветы Йоркской, сестры Анны, и Генриха VII

В августе 1485 года Ричард III погиб в битве при Босворте, и новым королём по праву завоевания стал под именем Генриха VII Генри Тюдор, поклявшийся ранее жениться на старшей сестре Анны. Взойдя на трон, Генрих VII отменил акт Titulus Regius, лишавший детей Эдуарда IV титулов и прав на престол; сам акт и все его копии были изъяты из архивов, как и все документы, с ними связанные.
Когда Елизавета Йоркская вышла замуж за нового короля, Анне было всего двенадцать лет, и она вместе с прочими сёстрами оказалась при дворе под опекой королевы — единственной их покровительницы. Принцесса начала участвовать в придворных церемониях. Она присутствовала на крестинах своего первого племянника Артура, принца Уэльского, 24 сентября 1486 года; Анна несла крестильное покрывало, которым после церемонии была покрыта голова принца, а саму её сопровождали по правую руку рыцарь-констебль Ричард Гилфорд, по левую — рыцарь-маршал Джон Тербевилл. Ту же роль Анна исполнила и на крестинах своей старшей племянницы Маргариты в 1489 году. Принцесса принимала участие в празднованиях Пасхи, Пятидесятницы и Рождества, а также в других мероприятиях при дворе Генриха VII.
Вскоре после восшествия на престол Генрих VII начал строить матримониальные планы в отношении родственников жены и искать союза с Шотландией. Вдову Эдуарда IV король планировал выдать замуж за овдовевшего к тому моменту Якова III, а его наследник Джеймс должен был жениться на одной из дочерей покойного короля. Поскольку Сесилия, бывшая невеста Джеймса, уже была обручена с дядей короля Джоном Уэллсом, а Екатерина должна была стать женой младшего брата принца, то выбрать предстояло между Анной и младшей из её сестёр — Бриджит. Бриджит планировала уйти в монастырь и, таким образом, Анна оставалась единственной кандидатурой, но со смертью Якова III в 1488 году все переговоры были прекращены и больше не возобновлялись.
В 1488 году, в день памяти Святого Георгия, Анна в числе двадцати других дам присутствовала в свите сестры-королевы; она была облачена в мантию из алого бархата и восседала на белоснежной лошади, седло которой было задрапировано золотой тканью с вышитыми на ней белыми розами — символом дома Йорков. В следующий раз принцесса упоминается в источниках в связи со смертью её матери в июне 1492 года: Анна сидела у постели умирающей в аббатстве Бермондзи, где вдовствующая королева провела последние пять лет своей жизни. Анна возглавляла плакальщиц на похоронах матери вместо сестры-королевы, которая ожидала рождения своего четвёртого ребёнка и поэтому делегировала свои полномочия и обязанности младшей сестре. Анна и её младшие сёстры, Екатерина и Бриджит, отбыли с телом королевы по реке в Виндзорский замок, где 13 июня Елизавета Вудвилл была похоронена рядом со вторым мужем в капелле Святого Георгия. Согласно записям герольда, «знаменосцы шли впереди миледи Анны, которая присутствовала на поминальной мессе вместо королевы; она молилась на коленях на ковре и подушке. Её сопровождал виконт Уэллс… а дама Екатерина Грей несла шлейф леди Анны…».

### Брак

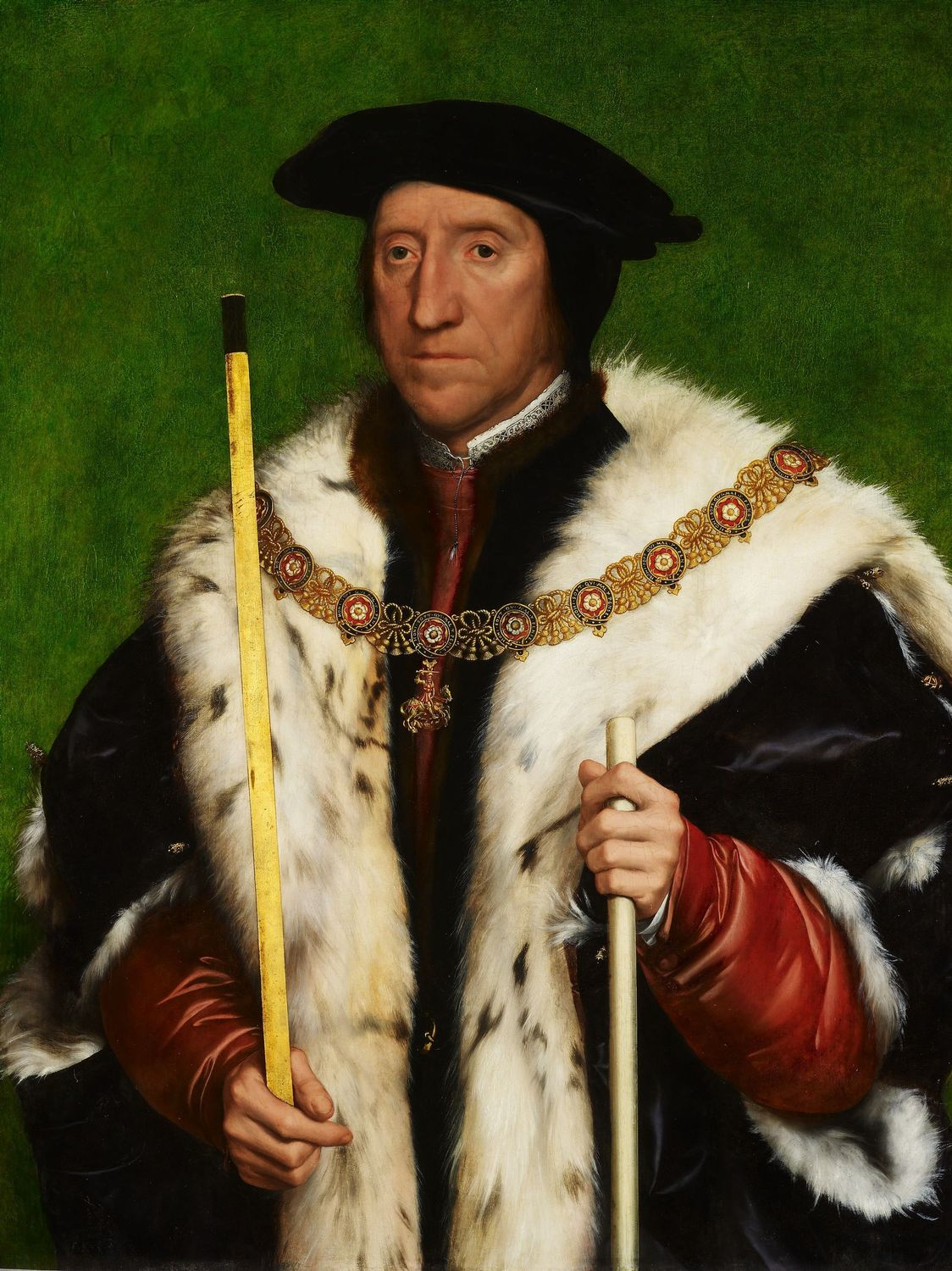
Супруг Анны Томас Говард. Портрет кисти Ганса Гольбейна-младшего, ок. 1539

Когда Анна достигла необходимого возраста, королева Елизавета стала подыскивать ей подходящего жениха. Своё внимание королева обратила на представителей английской знати и в первую очередь на Томаса Говарда, сына и наследника 1-го графа Суррея, за которого Анну планировал выдать ещё Ричард III. Со своим будущим мужем Анна была лично знакома с детства, поскольку его отец служил при дворе в личных покоях Эдуарда IV. В Войне Роз Говарды выступали на стороне Йорков, из-за чего при Генрихе VII, наследнике Ланкастеров, в 1485 году граф Суррей был заключён в Тауэр на три с половиной года, лишён прав, титулов и владений. Позже он получил свободу, восстановление в правах и большую часть земель и был призван ко двору, где получил должность, близкую к королю. При этом титулы были возвращены не все: Говард получил обратно титул графа Суррея, а титул герцога Норфолка, который он должен был унаследовать после гибели отца при Босворте, был ему пожалован только в 1514 году. Говард-младший был старше Анны примерно на два года.
Королева учла мнение сестры и посчитала, что Говарды достаточно знатны, чтобы претендовать на высокий брак, и потому 4 февраля 1495 года (по другим данным — в 1494 году) была отпразднована свадьба Анны Йоркской и Томаса Говарда-младшего. Венчание прошло в Вестминстерском аббатстве, брачные торжества состоялись в королевском дворце Плацентия. Королевская чета присутствовала на свадьбе, а король посетил ещё и праздничную мессу. Но приданое в 10 тысяч марок, назначенное Анне её отцом, молодожёны не получили. По распоряжению королевы новобрачной были назначены аннуитетные выплаты в размере 120 фунтов в год, которые должны были осуществляться на протяжении всей жизни Анны или до смерти её свекрови: в эту сумму входило содержание самой Анны, а также её слуг и лошадей в количестве семи. Этот пенсион был назначен в том числе и потому, что королева не хотела оставлять Анну зависимой от супруга, который в силу обстоятельств не мог обеспечить принцессе безбедное существование. Поскольку отец жениха получил только часть родовых владений и в этой части не было резиденции, подходящей для женщины королевской крови, новобрачные получили право пользоваться поместьями, находящимися во владениях герцога Йоркского, и маркиза Дорсета — племянника и единоутробного брата Анны соответственно. Взамен королева потребовала, чтобы в случае смерти самого графа или его жены — богатой наследницы — интересы Анны учитывались наравне с интересами её супруга. Король выделил для Анны ещё 26 фунтов в год с коронных земель.
После свадьбы Анна покинула двор и навещала сестру крайне редко. Одной из причин тому могло быть слабое здоровье — как физическое, так и психическое. О жизни принцессы в этот период известно мало. Документы двора Елизаветы Йоркской сообщают, что в 1502—1503 годах королева оплатила семь ярдов зелёного шёлка из Брюгге для платья Анны, стоимостью 2 шиллинга 8 пенни за ярд. Кроме того, в 1502 году Елизавета добавила сестре на ежегодные карманные расходы 10 марок (6 фунтов 13 шиллингов 4 пенни), а также 120 фунтов Томасу Говарду, которые он должен был тратить на питание жены. В 1503 году королева умерла и отношение к Анне двора изменилось. Она присутствовала на похоронах Елизаветы, но не как плакальщица, а как простой зритель; горе Анны от потери сестры было столь велико, что она не смогла присутствовать на всей церемонии похорон.
Брак с Говардом не был счастливым. Томас имел связь с фрейлиной Анны Бесс Холланд, а все дети супругов умирали вскоре после рождения. Точное количество и имена детей, рождённых Анной, неизвестны. Мэри Энн Эверетт-Грин пишет, что записи дома Говардов указывают четверых детей, из которых только один ребёнок, мальчик Томас, прожил достаточно долго, чтобы его успели окрестить. Элисон Уэйр датирует рождение Томаса примерно 1496 годом, а смерть — 1508; Эверетт-Грин пишет, что на могиле мальчика указана точная дата смерти — 4 августа 1508 года. Джеймс Пентон сообщает, что помимо Томаса у Анны было двое сыновей, умерших в младенчестве, и мертворождённый ребёнок, но Элисон Уэйр среди четверых детей Анны помимо Томаса называет сына и двоих дочерей — все трое умерли до того, как стало возможно их окрестить. Томас был похоронен в Ламбете в семейной усыпальнице Говардов, куда позднее были перенесены останки его деда.

### Последние годы и смерть
Сохранились только две записи о последних годах жизни Анны. 23 марта 1510 года её племянник, король Генрих VIII, даровал тётке и её супругу владения с садом в Стефенхите; 22 ноября того же года король в качестве компенсации за земли её прабабушки Анны Мортимер, супруги Ричарда Кембриджского, передал Анне и её возможным наследникам обширные владения, в числе которых были замок и поместье Уингфилд и множество другой собственности в Норфолке, Саффолке, Йорке, Линкольне и Оксфорде.
Точная дата смерти Анны неизвестна. Элисон Уэйр пишет, что принцесса скончалась после 22 или 23 ноября 1511, но до 1513 года; Джеймс Пентон называет в качестве примерной даты 23 ноября 1511 года. Мэри Энн Эверетт-Грин пишет о том, что Анна уже не упоминается в акте о передаче Говардам некой собственности, рассматривавшегося в парламенте в феврале 1512 года; кроме того, тогда же обсуждалась возможность брака Томаса с Элизабет Стаффорд. Всё это указывает на то, что к февралю 1512 года Анна была несомненно мертва.
Первоначально тело принцессы было захоронено в монастыре в Тетфорде. После Реформации супруг Анны обратился с петицией к королю, в которой просил сохранить монастырь и превратить его в приходскую церковь, поскольку здесь была захоронена не только Анна, тётка короля, но и внебрачный сын Генриха VIII Генри Ричмонд. Петиция не возымела эффекта. С той же просьбой к королю обращались и другие дворяне, и он отказал им всем; при этом Генрих VIII позволил приостановить роспуск монастырей, чтобы все желавшие успели перезахоронить останки родственников. Томас Говард перенёс останки Анны в Церковь Святого Архангела Михаила в Фремлингеме и заказал богатое надгробие, с расчётом после смерти упокоиться здесь же, что и произошло в 1554 году. Поскольку Анна была королевского происхождения, Томас был захоронен по левую руку от неё, а не по правую, как это было принято.

## В культуре
Анна является одним из персонажей романов Филиппы Грегори «Белая королева» и «Белая принцесса», а также их одноимённых экранизаций. В телесериале «Белая принцесса» роль Анны исполнила Рози Найтли.